# Chœur Rosarte

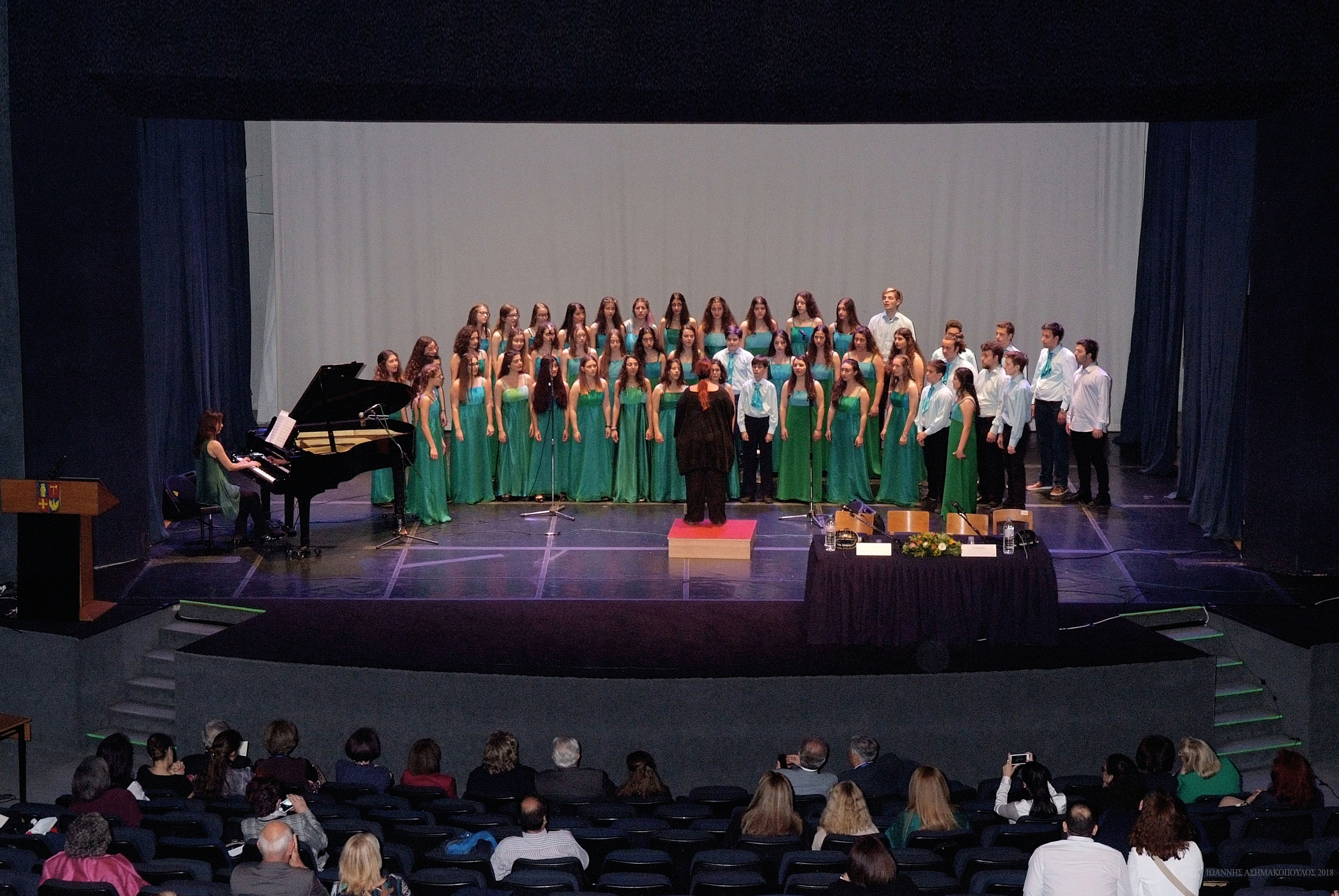

Rosarte est l'une des chorales grecques les plus importantes puisqu'il s'agit du chœur des enfants de la municipalité d'Athènes et d'une chorale de la Radio Télévision hellénique. La chorale appartient aux ensembles musicaux de la municipalité d'Athènes depuis février 2008.
La popularité de la chorale a augmenté quand elle a participé à la cérémonie d'ouverture des Jeux olympiques spéciaux de 2011 en interprétant l'hymne national de la Grèce,.
Rosarte a été fondée en 2008 avec 240 membres âgés de 6 à 19 ans.

## Enseignants
- Rosie Mastrosavva (maestro)[4],[5]
- Olga Alexopoulou (professeur de voix)[6]
- Jenny Sulkouki (pianiste)[7]
- Myrto Akrivou (pianiste)[8]
- Mariza Vamvoukli (professeur de voix)[8]
- Μaria Lampidoni (professeur de voix)[8]
- Rea Karageorgiou (éducateur / psychothérapeute)[8]